# آبشار بریدال ویل (نیوزلند)
آبشار بریدال ویل 
(به مائوریایی: Waireinga) آبشاری است که در کشور نیوزلند واقع شده‌است و بلندترین ریزشگاه آن ۵۵ متر ارتفاع دارد. حوضهٔ آبریز این آبشار، رودخانه پاکوکا است.